# 特命戰隊Go Busters VS 海賊戰隊豪快者 THE MOVIE
《特命戰隊Go Busters VS 海賊戰隊豪快者 THE MOVIE》（日语：特命戦隊ゴーバスターズVS海賊戦隊ゴーカイジャー THE MOVIE），是2013年1月19日本上映的特攝電影，同時也是《超級戰隊系列》的《特命戰隊Go Busters》和《海賊戰隊豪快者》的劇場版作品。

## 本作特色
- 本作為《特命戰隊Go Busters》和《海賊戰隊豪快者》聯動劇場版，也是繼《劇場版 炎神戰隊轟音者VS激氣連者》開始的《超級戰隊祭》的第5部作品。
- 本作宣傳口號為「曾經的豪快者! 華麗的回來了」、「Go Busters×豪快者×強龍者」三代英雄，夢之共演。
- 本作的兩組戰隊隊伍成員，皆在前作《假面騎士×超級戰隊 超級英雄大戰》中以首次碰頭。
- 本作繼前作《海賊戰隊豪快者 VS 宇宙刑事卡邦 The Movie》再次出現歴代相關的戰隊成員於聯動劇場版客串演出。[1]

## 故事概要
故事的時間點為《特命戰隊Go Busters》第44-45話在宇宙中流傳著一個傳說，傳說中有五把夢幻的連者之鑰，傳說只要集齊這五把夢幻的連者之鑰就能得到宇宙最強的力量，場景轉移到地球，Go Busters一如往常的在特命部待命著，突然，空中出現了一艘上面有著宇宙帝國殘虐旗幟、與豪快帆船長得一模一樣的黑色帆船，接獲消息的Go Busters立刻前往現場，這時出現在Go-Busters面前的是宇宙帝國殘虐的新司令官巴卡斯‧基爾以及......海賊戰隊豪快者！？這到底是怎麼一回事？豪快者和Go-Busters能阻止巴卡斯‧基爾和Enter的陰謀嗎？

## 用語
夢幻的戰隊鑰匙
在宇宙中流傳著一個傳說，傳說中有五把夢幻的連者之鑰，傳說只要集齊這五把夢幻的連者之鑰就能得到宇宙最強的力量，將該五把鑰匙插入黑色豪快帆船的鑰匙孔中，能釋放出亞空間。
夥伴機器人鑰匙
由五把夢幻的戰隊鑰匙變化而成的戰隊鑰匙，由Go Busters與夥伴機器人的羈絆換化而成，亦是《特命戰隊Go Busters》的偉大力量。
黑色豪快帆船
殘虐帝國的殘黨使用與豪快帆船外觀相同的機器，差別在於無法變形成豪快王，能使用夢幻的戰隊鑰匙的力量造成時空扭曲，開啟亞空間。

## 裝備・戰力

### 登場機械人
- Go Buster Ace

- Go Buster OH

- Go Buster Beet

- Buster Hercules

- Tategami Lion

- Go Buster Lion

- 豪快王
- 豪獸神

合體機械人的豪快變身:
- 豪快王：大冒險（轟轟戰隊冒險者）
- 豪獸神：大獸神（恐龍戰隊獸連者）
- Go Buster Ace：激氣鬥者（獸拳戰隊激氣連者）、閃光王（超新星閃光人）、龍星王（五星戰隊大連者）
- Go Buster Lion：牙吠王、牙吠騎士（百獸戰隊牙吠連者）
- Buster Hercules：魔法王（魔法戰隊魔法連者）

## 登場人物

### 《特命戰隊Go Busters》
櫻田弘 / Red Buster（鈴木勝大 飾/台配：蔣鐵城）
特命部的ID為555・913・315。有話就直說，經常是一針見血，也因為這樣有時會被尼克責罵。在疫苗程式的影響下獲得了瞬間加速能力。
岩崎龍司 / Blue Buster（馬場良馬 飾/台配：宋昱璁）
特命部的ID為222・458・804。在疫苗程式的影響下獲得了臂力強化能力。
宇佐見陽子 / Yellow Buster（小宮有紗 飾/台配：傅其慧）
特命部的ID為777・117・464。很討厭念書，特別是完全不懂英文。在疫苗程式的影響下獲得了腿力強化能力。
陣雅人 / Beet Buster（松本寬也 飾/台配：孟慶府）
特命部的ID為198・662・125。是個天才，但性格輕率。
但這個姿態其實只是由數據製成的分身，本尊其實還留在亞空間內。
豹田‧尼克（CV：藤原啟治/台配：孟慶府）
弘的Buddyroid，雖然有最先進的導航卻是個路癡，像是弘的大哥一樣。
猩崎‧巴納（CV：玄田哲章/台配：陳彥鈞）
龍司的Buddyroid，容易情緒低落，極度愛操心，總是擔心著龍司。
兔田‧萵苣（CV：鈴木達央/台配：梁興昌）
陽子的Buddyroid，頑固任性，講話句句帶刺，平時兼任陽子的老師。
彼得‧J‧阿角/ Stag Buster（CV：中村悠一/台配：陳彥鈞）
雅人的Buddyroid，由雅人製作，是唯一一台能變身成Go Busters的Buddyroid。
Ene-Tan
青蛙型的小型Buddyroid，FS-0O的駕駛導航。
黑木猛（榊英雄 飾/台配：梁興昌）
能量管理局特命部的司令官。
仲村美穗（西平風香 飾/台配：連婉鈞）
能量管理局特命部的美女操作員。
森下徹（高橋直人 飾/台配：孟慶府）
能量管理局特命部的帥哥操作員。
闇特（陳內將 飾/台配：宋昱璁）
歪格拉斯中的幹部，以人類的身姿進行間諜活動的怪人，可以隨意變換造型，但他其實只是一個數據製成的分身。
艾司凱貝（水崎綾女 飾/台配：傅其慧）
歪格拉斯中的女幹部，以人類的身姿進行間諜活動的怪人，可以隨意變換造型，戰鬥以兩把手槍為武器，與闇特一樣只是一個數據製成的分身。

### 《海賊戰隊豪快者》
船長‧玛貝拉斯 / 豪快紅（小澤亮太 飾/台配：梁興昌）
豪快者的船長，在本篇打敗殘虐後，與同伴出發前往殘虐的本星繼續尋寶，好奇心旺盛，一旦決定了目標必會勇往直前去完成它，平時常做的事情是悠哉的休息。
喬‧基布肯 / 豪快藍（山田裕貴 飾/台配：陳彥鈞）
豪快者的第二把交椅，曾經是殘虐軍特殊部隊的一分子，但因為不忍對小孩痛下殺手，因此叛逃，是個冷靜不多話的男人，是二刀流的好手，平時常做的事情是自我修練。
露卡‧米爾菲 / 豪快黃（市道真央 飾/台配：傅其慧）
個性和現代女孩子很像，很喜歡漂亮的東西，屬於先行動再思考的類型，擁有優秀潛入、搜尋能力的可靠成員。
相當看重錢財和寶石等值錢的東西，平時常做的事情是休閒購物和保養、鑑賞自己珍藏的珠寶。
東‧多格伊亞（博士） / 豪快綠（清水一希 飾/台配：宋昱璁）
團隊中的頭腦及工程師，本篇後期出現的豪快帆船迫擊砲也是他心血之作。通常會先設想到最糟的事態再行動的穩健派。
豪快者中除了鎧以外，眾人皆直接叫他「博士」，平時常做的事情是操縱艦艇電腦和隊伍中諸如伙食打掃等居家事務。
艾姆·德·法蜜由 / 豪快粉紅（小池唯 飾/台配：連婉鈞）
原本是法美由星上的公主，但被殘虐所毀滅，加入豪快者是為了鼓勵同樣亡命在宇宙中的母星同胞勇敢活下去，並透過懸賞單知道她在與殘虐對抗著。
個性非常溫柔善良，談吐和一般女孩子比起來要更加文雅謙和。平時常做的事情是優雅的品茶和看雜誌，亦會協助東處理一些居家事務。
伊狩鎧 / 豪快銀（池田純矢 飾/台配：孟慶府）
豪快者中唯一的地球人，自稱是「比誰都更加熱愛超級戰隊的男人」，是個精通超級戰隊招式的男子，對歷代戰隊的前輩如數家珍，只要見到前輩的時候都能馬上認出來。擁有獨特融合鑰匙的能力，及屬於自己的強化型態「豪快銀－金黃模式」。
是一個「超級戰隊」大粉絲，有著對超級戰隊的豐富知識。平時常做的事情是協助東處理一些居家事務。
納比（CV：田村由香里/台配：連婉鈞）
鸚鵡型機器人，豪快者的導航器兼寵物，一般豪快者都直接叫「納比」，就只有馬貝拉斯都叫它「鳥」。
巴斯克‧達‧朱羅基亞（細貝圭 飾/台配：陳彥鈞）
馬貝拉斯的宿敵，也是赤紅海賊團的背叛者，於海賊戰隊TV版最後被馬貝拉斯親手消滅，本作中被闇特以Avatar之姿復活。
新司令官巴卡斯‧基爾（CV：土師孝也/台配：陳彥鈞）
前殘虐皇帝阿克德斯‧基爾的侄子，為了超越叔叔而跟闇特合作，一起尋找夢幻的連者之鑰，企圖利用夢幻的連者之鑰的力量讓亞空間擴張到整個地球。
行動隊長瓦雷德奈亞（CV：中村悠一/台配：孟慶府）

### 《侍戰隊真劍者》
志葉薰（夏居瑠奈 飾/台配：傅其慧）
志葉家第18代真正當家，曾在《海賊戰隊豪快者》第12話中將真劍者巨大力量交給了豪快者，將志葉家代代相傳的古文書奉祖先的名義交給了能源管理局。

### 《爆龍戰隊暴連者》
八手電話鱷（CV：津久井教生/台配：孟慶府）
恐龍屋咖哩店社長。

### 《獸電戰隊強龍者》
強龍紅（CV：龍星涼/台配：宋昱璁）
強龍黑（CV：齊藤秀翼/台配：蔣鐵城）
強龍藍（CV：金城大和/台配：孟慶府）
強龍綠（CV：鹽野瑛久/台配：陳彥鈞）
強龍粉紅（CV：今野鮎莉/台配：連婉鈞）

## STAFF
- 原作 - 八手三郎、石之森章太郎
- 配給 -
- 製作 -

## 主題曲
「キズナ～ゴーバスターズ! 豪快にアレンジver.」
歌:謎の新ユニットSTA☆MEN

### 插曲
「バスターズ レディーゴー!」
作詞：藤林聖子 / 作曲・編曲：大石憲一郎（Project.R）/ 歌：高橋秀幸（Project.R）
「海賊戦隊ゴーカイジャー」
作詞：岩里祐穂 / 作曲：持田裕輔 / 編曲：Project.R（籠島裕昌） / 歌：松原剛志 （Project.R） / コーラス：ヤング・フレッシュ、Project.R

## 外部連結
1. ↑  不包涵客串的歴代怪人
2. ↑  紅、藍、黃、綠、粉紅五隻顏色戰隊鑰匙
3. ↑  在闇特拿到最後一把紅色的夢幻的戰隊鑰匙的時候，因力量的強大而產生暴走連同豪快者全員6人及洋子、J及猩崎等眾人一同被傳送到各個不同的時代